# Parc national olympique du Canada

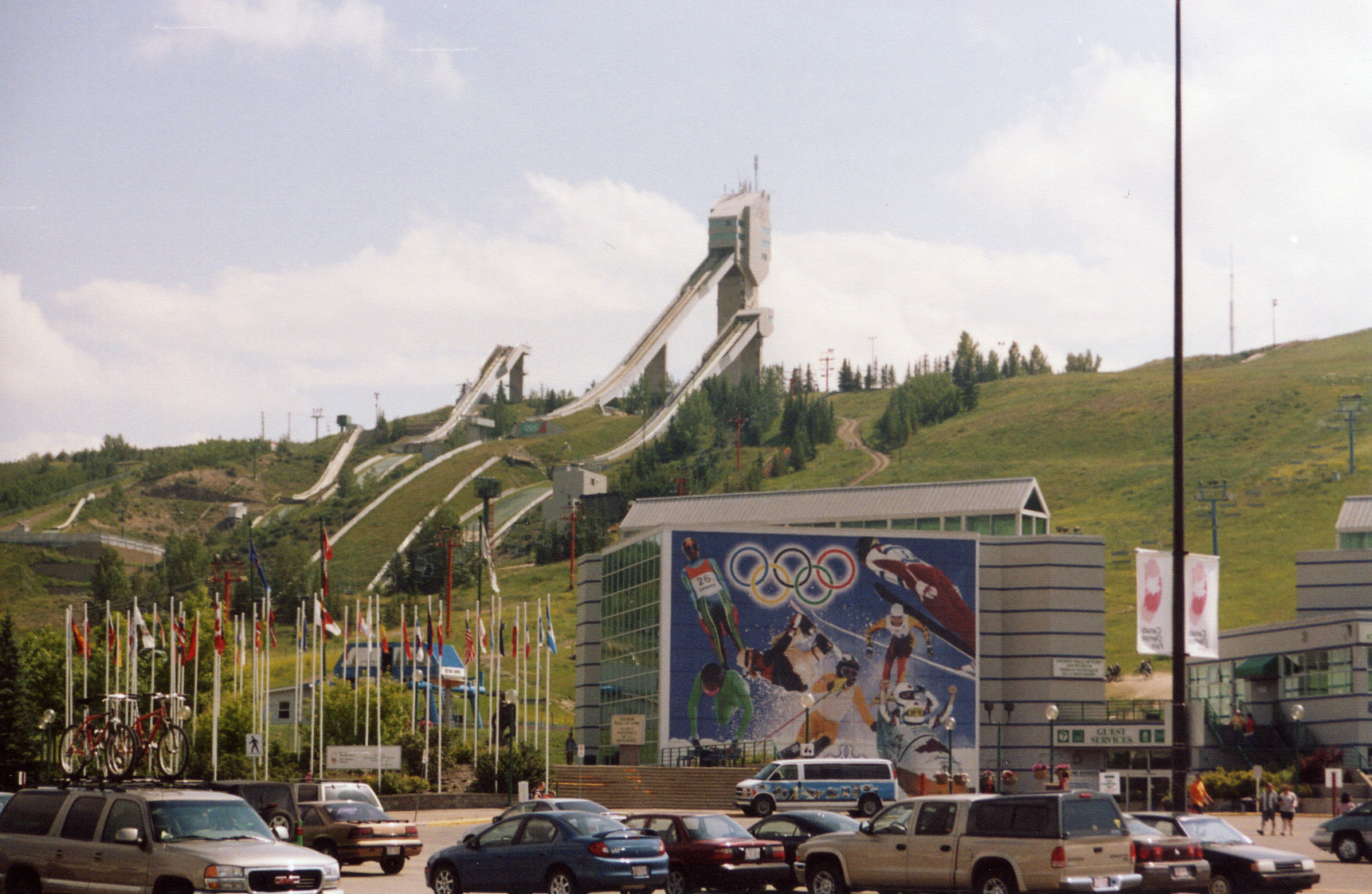
Le parc national olympique du Canada durant l'été 2005

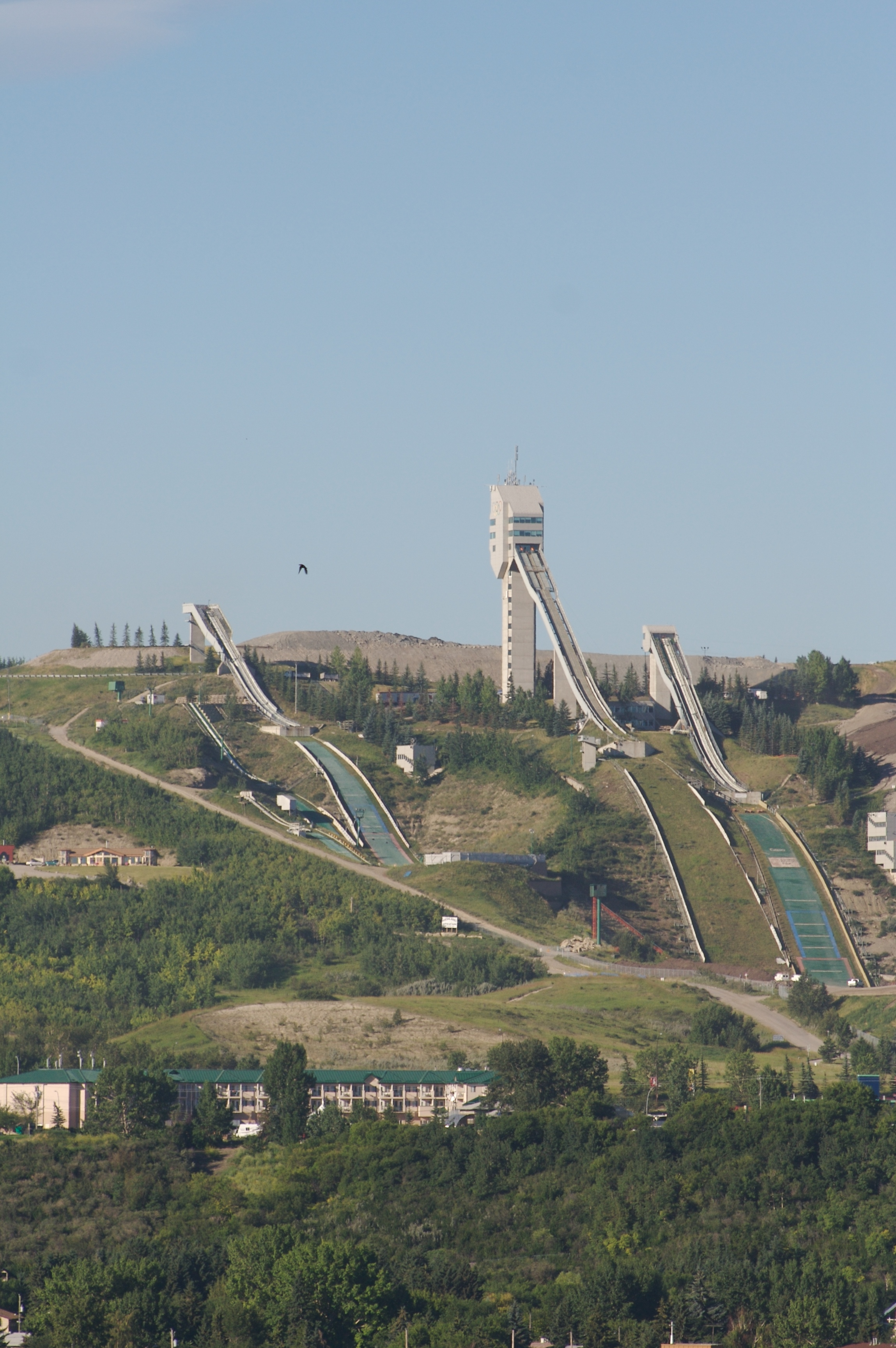
Le parc national olympique du Canada en juillet 2007

Le parc national olympique du Canada, auparavant connu sous le nom de Paskapoo Ski Hill, est situé à Calgary, au Canada.
De nombreuses épreuves des jeux olympiques d'hiver de 1988 y furent organisées.
Il est doté de plusieurs tremplins de saut à ski, de pistes de ski de fond et de ski alpin.
L'été, on y pratique le vélo tout-terrain.